# Jesper Grønkjær
Jesper Grønkjær (Nuuk, Groenlàndia, 12 d'agost, 1977) és un exfutbolista danès. El seu darrer equip fou el FC Copenhaguen.

## Trajectòria
Començà al futbol base del Thisted FC, fitxant per l'Aalborg Boldspilklub (AaB) de la primera divisió danesa el 1995. Ràpidament s'hi fixaren els grans clubs europeus i el 1999 fitxà per l'Ajax Amsterdam on guanyà la copa i fou nomenat millor futbolista del club de la temporada 1999-2000. Aquesta mateixa temporada debutà amb la selecció danesa absoluta i disputà l'Eurocopa 2000. L'octubre del mateix any fitxà pel Chelsea FC per £7.5m, essent en aquell moment el fitxatge d'un futbolista danès més car. Al club anglès no reeixí, en part per les lesions i després de 4 anys marxà al Birmingham City FC i més tard a l'Atlètic de Madrid i al VfB Stuttgart.
Grønkjær ha estat 60 cops internacional amb Dinamarca, on ha marcat 5 gols. Ha disputat la Copa del Món del 2002, a més de dues Eurocopes.

## Palmarès
- 1995 Futbolista danès jove de l'any
- 1999 Copa neerlandesa de futbol amb Ajax
- 2007 Lliga danesa de futbol amb Copenhaguen
- 2006-07 Jugador de l'any de TIPS-bladet's
- 2007 Perfil de l'any de la lliga danesa
- 2007 Jugador de l'any de la lliga danesa